# ألكسيس فرنسيسكو بينيا
ألكسيس فرنسيسكو بينيا (بالإسبانية: Alexis Francisco Peña)‏ (13 يناير 1996 في المكسيك - ) هو لاعب كرة قدم مكسيكي في مركز الدفاع. لعب مع نادي باتشوكا.

## وصلات خارجية
- ألكسيس فرنسيسكو بينيا على موقع قاعدة بيانات كرة القدم.إي يو (الإنجليزية)
- ألكسيس فرنسيسكو بينيا على موقع Soccerway.com (الإنجليزية)
- ألكسيس فرنسيسكو بينيا على موقع AS.com (الإسبانية)